# 新伊达市镇
新伊达市镇（俄语：Муниципальное образование «Новая-Ида»）是俄罗斯联邦伊尔库茨克州博汉区所属的一个市镇。其下辖有个居民点，行政中心为新伊达。据2016年统计，该市镇的人口为1693人。